# Hebesfenomegacorona
En geometría, la hebesfenomegacorona es uno de los sólidos de Johnson (J89).
Es uno de los sólidos de Johnson elementales que no se obtienen a partir de manipulaciones de "cortado y pegado" de sólidos platónicos y arquimedianos.  Tiene 21 caras (18 triángulos y 3 cuadrados), 33 aristas y 14 vértices.
Los 92 sólidos de Johnson fueron nombrados y descritos por Norman Johnson en 1966.